# Xã Mulberry, Quận Franklin, Arkansas
Xã Mulberry (tiếng Anh: Mulberry Township) là một xã thuộc quận Franklin, tiểu bang Arkansas, Hoa Kỳ. Năm 2010, dân số của xã này là 404 người.